# Torneo Sudamericano de Clubes de Futsal 2008
Il Torneo Sudamericano de Clubes de Futsal 2008 è la 9ª edizione del torneo continentale riservato ai club di calcio a 5 vincitori nella precedente stagione del massimo campionato delle federazioni affiliate alla CONMEBOL. La competizione si è giocata dal 5 maggio al 1º agosto 2009.

## Squadre partecipanti
Tutte le nazioni schierano due squadre, per un totale di 18 squadre.

### Lista
I club sono stati ordinati in ordine alfabetico della federazione.

| Rank    | Squadra         | Zona |
| ------- | --------------- | ---- |
| 1       | Bello Jairuby   | Nord |
| 2       | Calderón        | Nord |
| 3       | Espuce          | Nord |
| 4       | UCV Caracas     | Nord |
| 5       | La Sonora       | Nord |
| 6       | USMP            | Nord |
| 7/H     | Océano          | Nord |
| 8       | Táchira         | Nord |
| 9       | Independiente   | Sud  |
| 10      | Pinocho         | Sud  |
| 11/TH/H | Jaraguá         | Sud  |
| 12      | Joinville       | Sud  |
| 13      | Coronel Escurra | Sud  |
| 14      | Pablo Rojas     | Sud  |
| 15      | Rio Branco      | Sud  |
| 16      | Peñarol         | Sud  |

Note
- (TH) Squadra campione in carica
- (H) – Squadra ospitante

### Formula
Le 16 squadre si affrontano in due tornei separati. Le vincitrici accedono alla finale.

## Fase a gironi

### Zona Nord

#### Gruppo A
| Squadra     | P.ti | G | V | N | P | GF | GS | DR  |
| ----------- | ---- | - | - | - | - | -- | -- | --- |
| Táchira     | 9    | 3 | 3 | 0 | 0 | 13 | 10 | +3  |
| Calderón    | 6    | 3 | 2 | 0 | 1 | 13 | 7  | +6  |
| UCV Caracas | 3    | 3 | 1 | 0 | 2 | 13 | 9  | +4  |
| La Sonora   | 0    | 3 | 0 | 0 | 3 | 4  | 17 | -13 |

#### Gruppo B
| Squadra       | P.ti | G | V | N | P | GF | GS | DR  |
| ------------- | ---- | - | - | - | - | -- | -- | --- |
| Bello Jairuby | 7    | 3 | 2 | 1 | 0 | 15 | 4  | +11 |
| Océano        | 7    | 3 | 2 | 1 | 0 | 14 | 7  | +7  |
| USMP          | 3    | 3 | 1 | 0 | 2 | 7  | 18 | -11 |
| Espuce        | 0    | 3 | 0 | 0 | 3 | 8  | 15 | -7  |

### Zona Sud

#### Gruppo A
| Squadra       | P.ti | G | V | N | P | GF | GS | DR  |
| ------------- | ---- | - | - | - | - | -- | -- | --- |
| Jaraguá       | 9    | 3 | 3 | 0 | 0 | 21 | 0  | +21 |
| Pablo Rojas   | 3    | 3 | 1 | 0 | 2 | 4  | 10 | -6  |
| Independiente | 3    | 3 | 1 | 0 | 2 | 4  | 11 | -7  |
| Rio Branco    | 3    | 3 | 1 | 0 | 2 | 5  | 13 | -8  |

#### Gruppo B
| Squadra         | P.ti | G | V | N | P | GF | GS | DR  |
| --------------- | ---- | - | - | - | - | -- | -- | --- |
| Joinville       | 7    | 3 | 2 | 1 | 0 | 17 | 6  | +11 |
| Pinocho         | 7    | 3 | 2 | 1 | 0 | 10 | 4  | +6  |
| Coronel Escurra | 3    | 3 | 1 | 0 | 2 | 7  | 15 | -8  |
| Peñarol         | 0    | 3 | 0 | 0 | 3 | 3  | 12 | -9  |

## Fase a eliminazione diretta

### Tabellone

#### Zona Nord
|  | Semifinali    | Semifinali    | Semifinali |          |         | Finale          | Finale          | Finale          |  |
|  |               |               |            |          |         |                 |                 |                 |  |
|  | Táchira       | Táchira       | 5          |          |         |                 |                 |                 |  |
|  | Táchira       | Táchira       | 5          |          |         |                 |                 |                 |  |
|  | Océano        | Océano        | 4          |          |         |                 |                 |                 |  |
|  | Océano        | Océano        | 4          |          | Táchira | Táchira         | 5               |                 |  |
|  |               |               |            |          | Táchira | Táchira         | 5               |                 |  |
|  |               |               | Calderón   | Calderón | 4       |                 |                 |                 |  |
|  | Bello Jairuby | Bello Jairuby | Calderón   | Calderón | 4       | 4               |                 |                 |  |
|  | Bello Jairuby | Bello Jairuby |            |          |         | 4               |                 |                 |  |
|  | Calderón      | Calderón      | 5          |          |         | Finale 3º posto | Finale 3º posto | Finale 3º posto |  |
|  | Calderón      | Calderón      | 5          |          |         |                 |                 |                 |  |
|  |               |               |            |          |         |                 |                 |                 |  |
|  |               |               |            |          |         | Océano          | Océano          | 2               |  |
|  |               |               |            |          |         | Océano          | Océano          | 2               |  |
|  |               |               |            |          |         | Bello Jairuby   | Bello Jairuby   | 6               |  |

#### Zona Sud
|  | Semifinali  | Semifinali  | Semifinali |           |               | Finale          | Finale          | Finale          |  |
|  |             |             |            |           |               |                 |                 |                 |  |
|  | Jaraguá     | Jaraguá     | 2          |           |               |                 |                 |                 |  |
|  | Jaraguá     | Jaraguá     | 2          |           |               |                 |                 |                 |  |
|  | Pinocho     | Pinocho     | 0          |           |               |                 |                 |                 |  |
|  | Pinocho     | Pinocho     | 0          |           | Jaraguá (dts) | Jaraguá (dts)   | 4               |                 |  |
|  |             |             |            |           | Jaraguá (dts) | Jaraguá (dts)   | 4               |                 |  |
|  |             |             | Joinville  | Joinville | 3             |                 |                 |                 |  |
|  | Joinville   | Joinville   | Joinville  | Joinville | 3             | 7               |                 |                 |  |
|  | Joinville   | Joinville   |            |           |               | 7               |                 |                 |  |
|  | Pablo Rojas | Pablo Rojas | 1          |           |               | Finale 3º posto | Finale 3º posto | Finale 3º posto |  |
|  | Pablo Rojas | Pablo Rojas | 1          |           |               |                 |                 |                 |  |
|  |             |             |            |           |               |                 |                 |                 |  |
|  |             |             |            |           |               | Pinocho         | Pinocho         | 4               |  |
|  |             |             |            |           |               | Pinocho         | Pinocho         | 4               |  |
|  |             |             |            |           |               | Pablo Rojas     | Pablo Rojas     | 1               |  |

### Finale
| Squadra 1 | Totale | Squadra 2 | Andata | Ritorno |
| --------- | ------ | --------- | ------ | ------- |
| Jaraguá   | 21 - 6 | Táchira   | 11 - 4 | 10 - 2  |